# Orange (Francia)
Orange (in occitano Aurenja) è un comune francese di 29 659 abitanti situato nel dipartimento della Vaucluse nella regione della Provenza-Alpi-Costa Azzurra, a circa 21 km a nord di Avignone.
L'arco e il teatro di Orange sono stati inseriti nel 1981 nella lista dei Patrimoni mondiali dell'umanità dall'UNESCO.

## Storia
Resti neolitici sono stati rinvenuti nella località di La Bertaude, presso Grès e sulle colline di Sant'Eutropio (Saint-Eutrope) e di Moure'Rouge.
Nel II e nel I secolo a.C. fu capitale della confederazione delle tribù galliche dei Cavari che dominavano la regione da Valence ad Arles. La confederazione aveva il nome di Aurosia (dal nome di un dio celtico delle acque) quindi di Arausio o Arausium e commerciava con i marsigliesi e con i Romani. 
L'insediamento celtico era localizzato sulla collina di Sant'Eutropia, che domina la città odierna, presso il Rodano e il suo affluente Aygues (Meyne), ma a causa della minaccia determinata dalle invasioni dei Cimbri e dei Teutoni, provenienti da nord, venne costruito un accampamento militare romano sulla collina di Sant'Eutropio per controllare la via nella valle del Rodano. 
La colonia romana fu fondata da Ottaviano nel 36-35 a.C. con il nome di Colonia Iulia Firma Secundanorum Arausio su un territorio assegnato  dalla tribù dei Tricastini e venne occupata da veterani della Legio II Gallica. All'epoca di Vespasiano si ebbe un ulteriore incremento di coloni tanto che nel 77 d.C. venne redatto un catasto inciso su marmo (les Cadastres), attualmente conservato al Museo Municipale. 
La città apparteneva alla provincia romana della Gallia Narbonense ed era attraversata dalla strada tra Arles e Lione, realizzata da Agrippa, e da un'altra strada romana che conduceva a Vaison. La cinta muraria circondava un'estensione di circa 70 ettari e comprendeva gran parte della collina di Sant'Eutropia, estendendosi verso nord per circa un chilometro. 
Durante le invasioni barbariche la città venne saccheggiata dagli Alamanni e dai Visigoti (nel 412). Nel IV secolo divenne sede episcopale e vi si tennero due sinodi: il primo nel 441 si svolse nella ecclesia justinianesis e fu presieduto dal vescovo Sant'Ilario di Arles; nel 529 un secondo sinodo fu tenuto contro l'eresia pelagiana. Nel 793 la città fu liberata dai Saraceni ad opera di Guglielmo au Cornet, compagno di Carlo Magno, che divenne il primo conte di Orange per poi abdicare ed entrare in monastero. Un suo successore, il conte Raimbaud II, partecipò alla prima crociata nel 1096.
La città passò quindi nel 1150 ai signori di Baux, che avevano formato uno stato feudale semi-indipendente all'interno del Sacro Romano Impero, staccandosi dal regno di Arles dopo il 1033. Nel 1163 l'imperatore Federico Barbarossa elevò Orange al rango di principato e nel 1184 vi si iniziò a battere moneta. Nel 1208 vi fu consacrata la cattedrale di Notre-Dame de Nazareth e nel 1365 vi fu creata un'università: Nel 1348 la popolazione venne quasi dimezzata dall'epidemia di peste nera.
Nel 1393 il principato passò alla casata di Chalon e nel 1431 vi fu istituito un parlamento. Nel 1530 alla morte di Filiberto di Chalon, che non lasciò eredi, il principato passò al nipote Renato del casato di Nassau e si creò così il casato di Orange-Nassau. Guglielmo I di Nassau, detto il Taciturno, principe di Orange, divenne nel 1544 Statolder di Olanda e combatté contro la Spagna nella Guerra degli ottant'anni per l'indipendenza dei Paesi Bassi, che sono tuttora governati dalla casa di Orange-Nassau.
Durante le Guerre di religione la città, che era stata dalla parte dei protestanti, subì le conseguenze del conflitto e nel 1571 durante un massacro durato 11 giorni (Notre-Dame la Massacreuse) furono uccisi 140 ugonotti.
Il figlio di Guglielmo I, Maurizio di Nassau, divenuto principe d'Orange dopo la morte del fratello maggiore nel 1618, continuò la lotta per l'indipendenza olandese.
Nel 1665 il titolo di principe di Orange fu assunto da Guglielmo III, che nel 1689, divenne re di Inghilterra. Alla sua morte nel 1702 il principato di Orange passò a Francesco Luigi di Borbone-Conti, ma l'anno seguente Luigi XIV se ne impadronì, decretando l'espulsione dei protestanti. Con la pace di Utrecht del 1713 il principato fu annesso alla Francia, ma nel 1718 fu restituito a Luigi Armando di Borbone-Conti, finché nel 1731 entrò a far parte definitivamente del regno di Francia e venne annesso alla provincia del Delfinato.
Nel 1757 i fratelli Wetter vi aprirono una fabbrica di tessuti di cotone stampato detti "indiani". Con la Rivoluzione francese la città fu inserita prima nel dipartimento del Drôme, poi in quello delle Bocche del Rodano e infine nella Vaucluse (1793). Nel 1824 iniziarono, sotto la direzione dell'architetto Auguste Caristie, i restauri del teatro, dove a partire dal 1869 si tenne il festival musicale delle fêtes romaines divenuto poi delle Chorégies. A partire dal 1850 fu restaurato anche l'arco di Orange. Nel 1924 la città subì una grande alluvione, nella quale le acque raggiunsero tra 1.50 e 2 m di altezza nel centro cittadino.

## Monumenti e musei

### Teatro romano

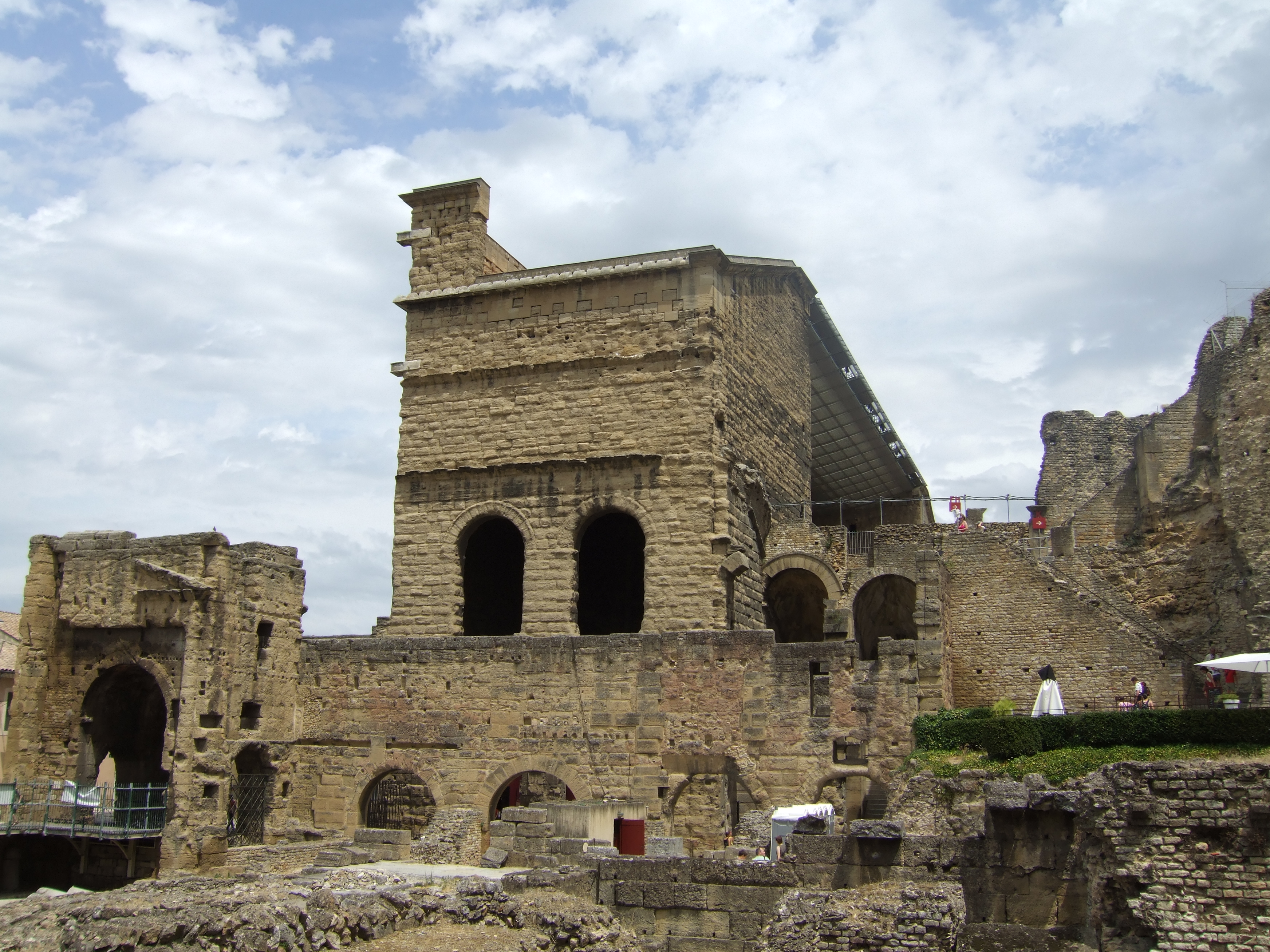
Lato destro (esterno) del Teatro romano

Edificato in epoca augustea, tra il I secolo a.C. e il I secolo, deve la sua fama all'ottima conservazione della scena e del muro retrostante, che raggiunge un'altezza di 37 m e una lunghezza di 103 m Luigi XIV lo elogiò come il più bel muro del suo regno. La decorazione della scena e le statue appartengono ad un rifacimento dell'epoca di Antonino Pio. I blocchi sporgenti in cima al muro, sulla facciata esterna, erano utilizzati per fissare il velario che proteggeva gli spettatori dal sole.
Il teatro segue lo schema tradizionale del teatro romano, con i gradini della cavea (37 file per 9.000 spettatori circa) disposti a semicerchio intorno all'orchestra. La cavea è in parte sostenuta da sostruzioni, e in parte si addossa alla collina di Sant'Eutropio.
La sua acustica notevole, dovuta alla conservazione della scena, consente di adoperarlo per il festival musicale delle Chorégies d'Orange.

### Arco d'Orange

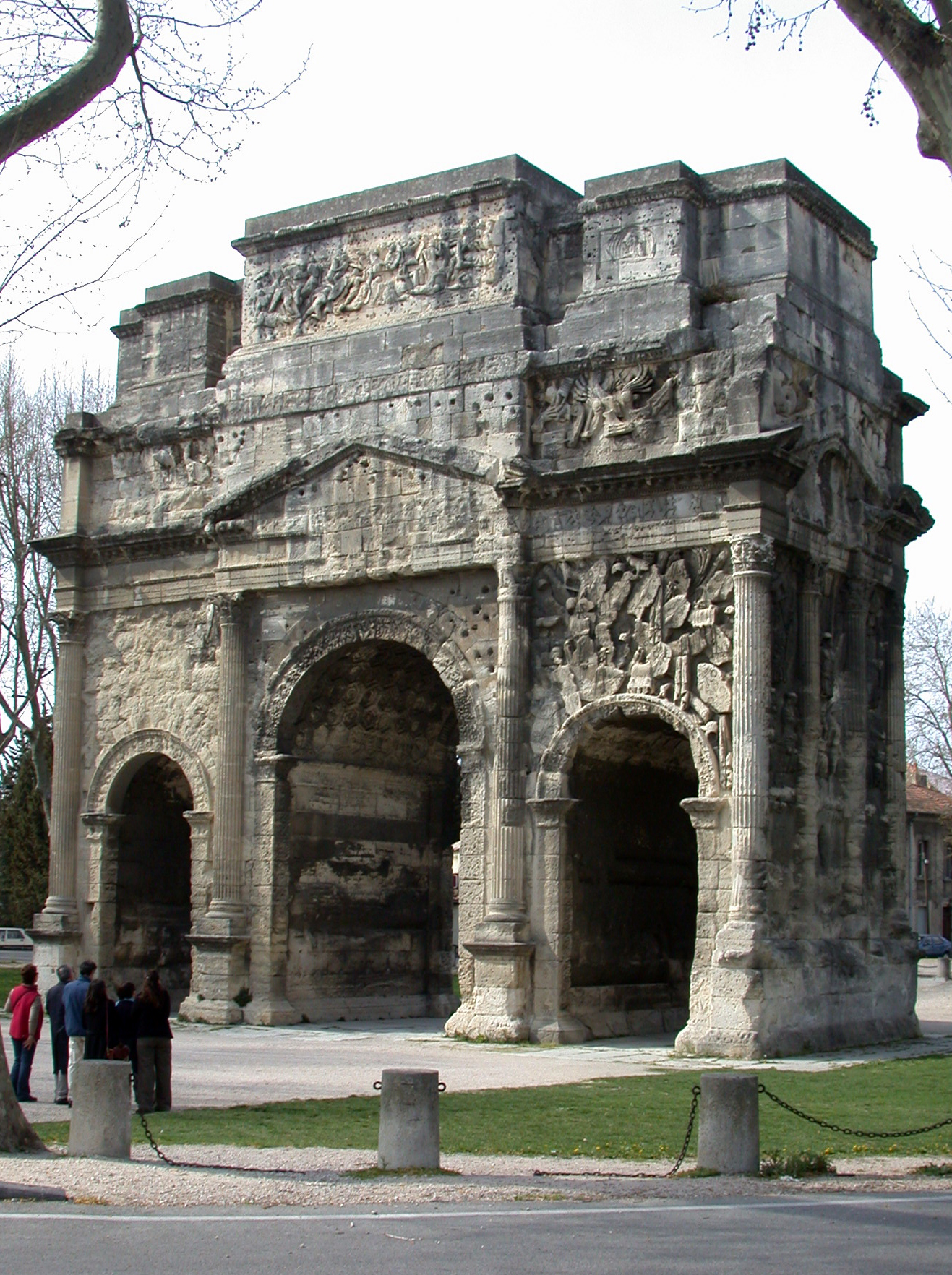
Arco di Orange (2005)

Eretto in tarda età repubblicana (49 a.C.) a seguito della vittoria dei romani sui Cimbri e sui Teutoni, nel 25 venne consacrato dall'imperatore Tiberio per ricordare le gesta dei veterani della II legione Gallica e celebrare la loro vittoria contro la flotta di Marsiglia sotto Cesare. È collocato all'ingresso della città, sulla via Agrippa con la funzione di porta monumentale.
Si tratta di un arco a tre fornici (il più antico conosciuto di questa tipologia) con doppio attico e corpo centrale sporgente. Presenta colonne addossate sormontate da una trabeazione con frontoni sopra il fornice centrale e sui fianchi: sui fianchi all'interno del frontone è inserito un arco.
Vi si trova una ricca decorazione scolpita (trofei di armi, trofei navali, scene di battaglia) con rilievi insolitamente privi di incorniciatura, inseriti nella tradizione artistica locale che già da tempo aveva accolto influssi dell'arte ellenistica e romana.

### Fortificazioni romane
All'entrata del cimitero di Peyron si trovano i resti di una porta e di una torre della cinta fortificata di epoca romana. La torre, per lungo tempo creduta un edificio termale, potrebbe essere identificata con la tour Gloriette dei trovatori.

### Castello dei principi d'Orange
La collina di Sant'Eutropia era conosciuta come le Puy o la Montagne. Dagli inizi del XII secolo è attestata l'esistenza di un castello fortificato, che fu ingrandito e rafforzato durante la guerra dei cent'anni. Durante le Guerre di Religione, il 6 giugno del 1562, il castello fu preso dalle truppe cattoliche, incendiato e parzialmente distrutto.
Tra il 1622 e il 1625 il principe Maurizio di Nassau fece rinforzare le fortificazioni e aggiungere cinque grandi bastioni, riutilizzando materiali da costruzione presi dai resti romani. Il castello venne smantellato per ordine del re Luigi XIV nel 1672 nel quadro delle guerre contro i Paesi Bassi.

### Cattedrale diNotre-Dame de Nazareth et des tous le saints
Fu consacrata nel 1208 al posto di una chiesa fondata nel 529, fatta erigere dal Prefetto del pretorio delle Gallie ostrogoto Pietro Marcellino Felice Liberio.
Il campanile, costruito nel 1338 era l'abitazione del prevosto del capitolo. Fu saccheggiata dagli Ugonotti nel 1561 e adibita quindi al culto protestante. Nel 1563 la volta venne danneggiata dalla caduta della più grande campana dal campanile. Durante la Rivoluzione francese divenne tempio della Ragione. Agli inizi del XIX secolo era l'unica parrocchia della città.

### Chiesa diSaint-Florent
Antica chiesa dei francescani, stabilitisi in città agli inizi del XIV secolo, ospitò numerose sepolture dei Sovrani di Baux. Incendiata dai protestanti nel 1561, durante la Rivoluzione francese fu utilizzata con l'annesso convento come caserma, granaio, scuderia e prigione. Riaperta al culto nel 1803 divenne parrocchia nel 1844.

### Piazza Clémenceau
La "piazza nuova" fu sistemata nel 1310 presso la cattedrale e rappresenta da allora il cuore della vita cittadina. Tuttora vi si tiene il tradizionale mercato del giovedì, già attestato in epoca medioevale. Viene ingrandita e risistemata tra il 1837 e il 1842.

### Piazza di Langes
Occupa il sito dell'antico giardino del palazzo di Lubières, divenuto nel 1713 il palazzo del municipio cittadino e fu creata come "piazza dell'ovest" per dare più spazio al mercato settimanale.

### Piazza delle Erbe
Situata sul sito dell'antico mercato della carne e del pesce e qui creata durante la peste del 1348, fu dotata di uno spazio coperto per il mercato (halle), utilizzata fino agli inizi del XVII secolo malgrado l'incendio subito nel 1562. Il mercato fu quindi trasferito nel 1769 e la piazza fu riservata al mercato delle verdure e ingrandita nel 1855.

### Antico teatro municipale
Nella parte sud dell'antico corso Saint-Martin le autorità rivoluzionarie eressero un patibolo che vide nel 1794 l'esecuzione di 332 persone. Sul luogo sorse nel 1825 un monumento commemorativo delle vittime della ghigliottina, eretto con i fondi raccolti da una sottoscrizione pubblica: danneggiato nei moti del 1830 il monumento fu quindi abbattuto nel 1848.

Su questo luogo sorse nel 1882 il teatro municipale, ad opera degli architetti Boudoy e Carlier. Fu inaugurato nel 1885 e aveva 650 posti. Durante la seconda guerra mondiale fu utilizzato come luogo di riunione dagli occupanti tedeschi. A partire dal 1950 fu restaurato come sede di conferenze ed ospitò la sede della biblioteca e degli archivi municipali. Ristrutturato nel 1981 ospita manifestazioni culturali e sociali.

## Società

### Evoluzione demografica
Abitanti censiti

## Cultura

### Gastronomia
A sud della città si trova la regione vinicola di Châteauneuf-du-Pape e da questa zona provengono molti dei vini della regione del fiume Rodano.
Il territorio comunale fa parte dei territori ammessi per la coltivazione dei vitigni dal disciplinare AOC del famoso vino francese Châteauneuf-du-Pape.

### Museo municipale
Fondato nel 1933, è attualmente ospitato da un edificio del XVII secolo di fronte al teatro romano. Accoglie i reperti rinvenuti negli scavi cittadini, tra cui il catasto romano (les Cadastres), e un'esposizione sulla storia della città fino al XVIII secolo.

## Infrastrutture e trasporti

### Strade
Orange è uno dei principali snodi autostradali dal sud della Francia, poiché qui l'A7 Lione-Marsiglia si biforca formando l'A9 per la frontiera spagnola.
Orange si sviluppa lungo la RN 7, che unisce Parigi con la frontiera italiana.

### Ferrovie
La città è servita da una propria stazione ferroviaria posta lungo la linea Parigi-Marsiglia.

## Amministrazione

### Gemellaggi
- Breda, dal 1964
- Dillenburg, dal 1964
- Diest, dal 1964
- Vyškov, dal 1964
- Rastatt, dal 1965
- Spoleto, dal 1980
- Kielce, dal 1992
- Jarosław, dal 2000
- Byblos, dal 2004
- Vélez-Rubio, dal 2004
- Weifang, dal 2004
- Orange

## Galleria d'immagini

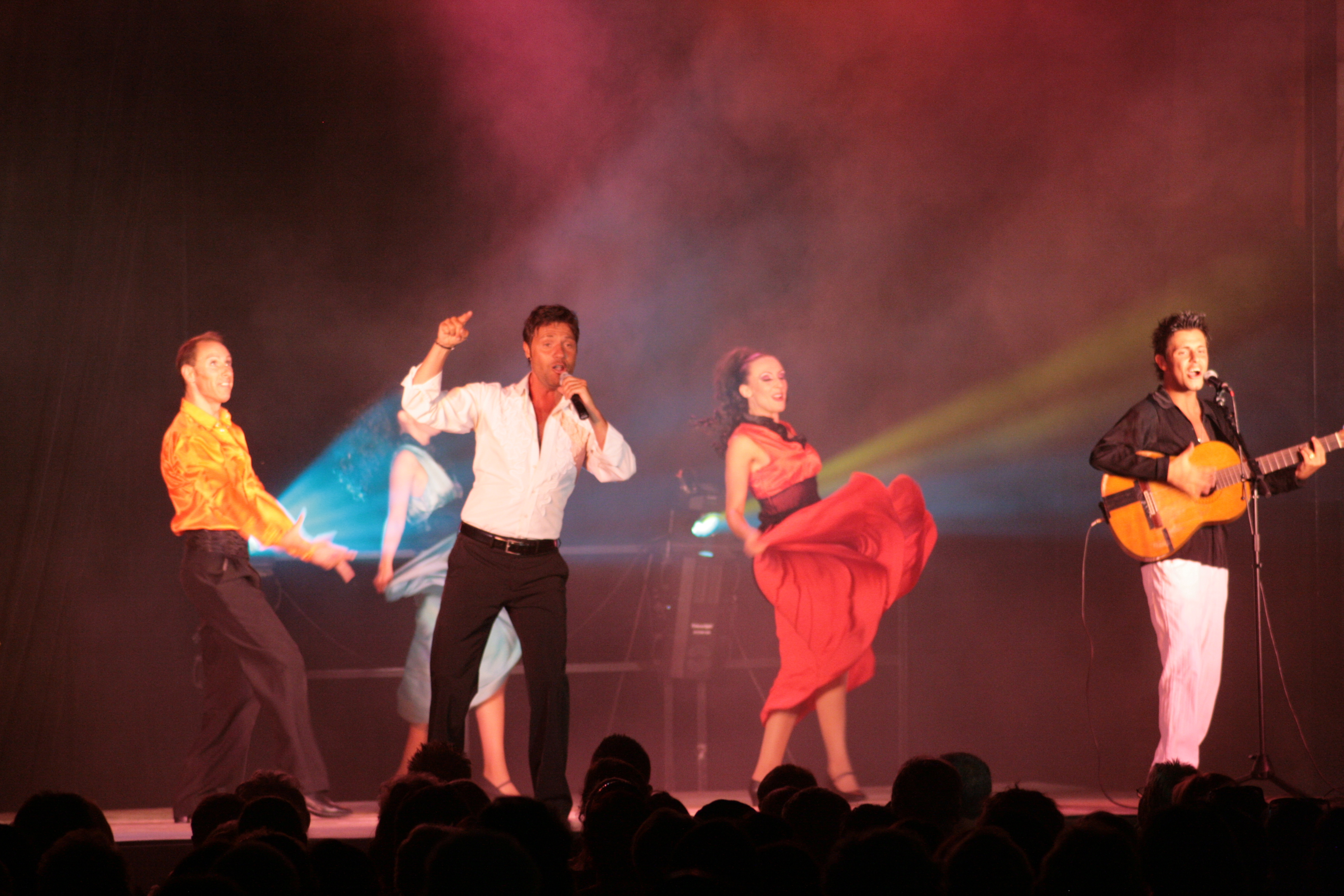
Serate animate d'estate.
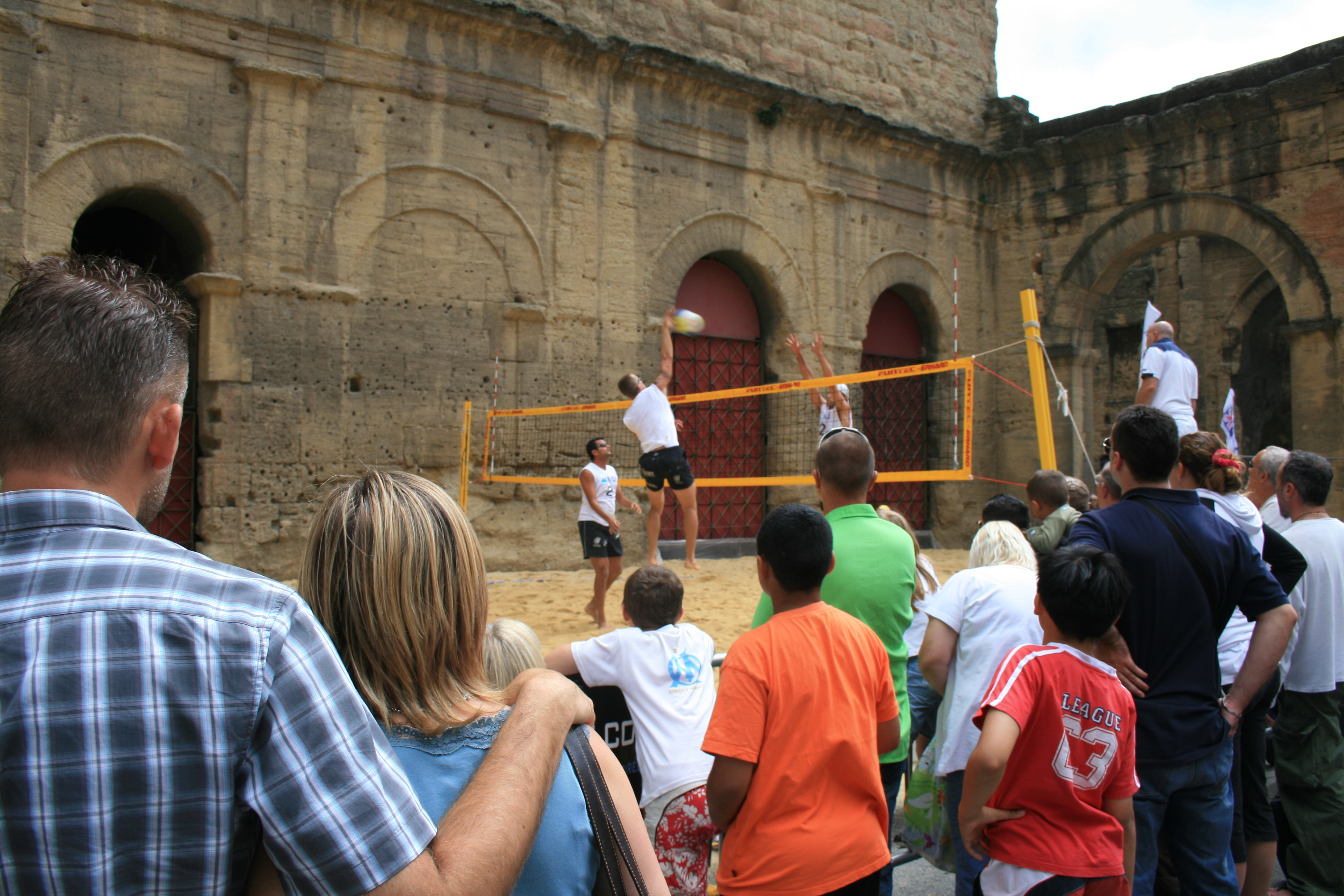
Estate: partite di "pallavollo" davanti al teatro antico.
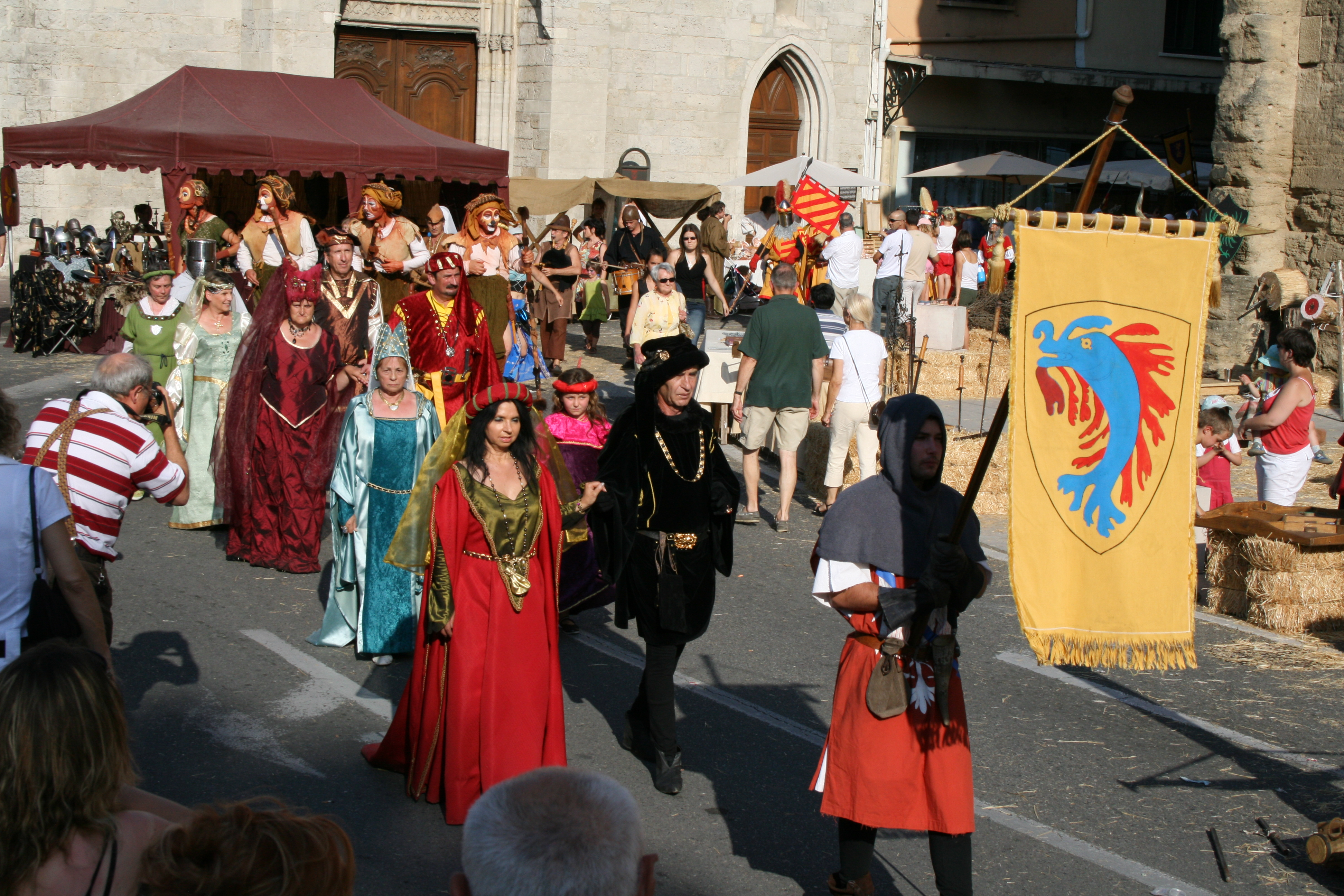
In giugno: festa medievale.
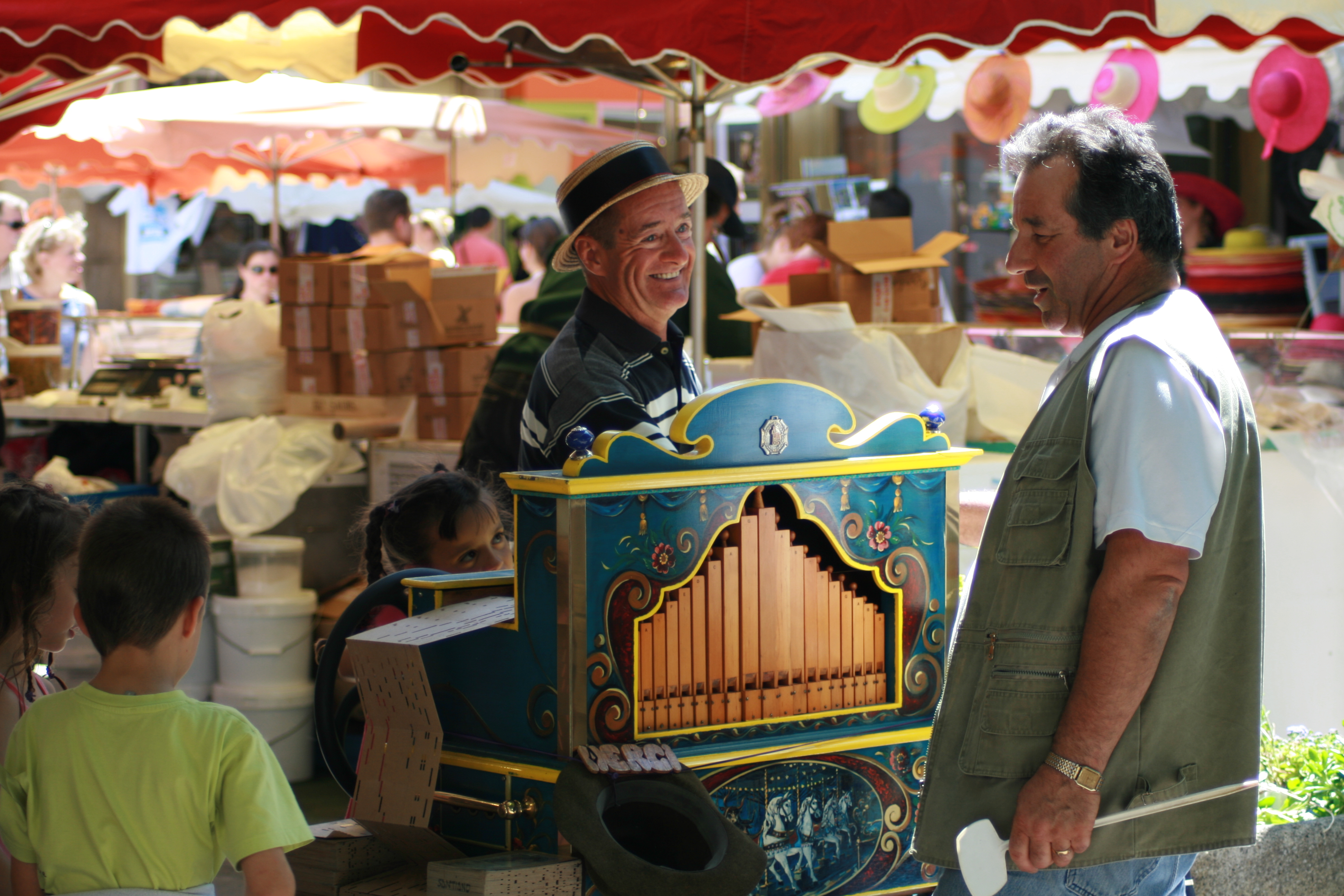
Durante tutto l'anno: mercato di prodotti locali.
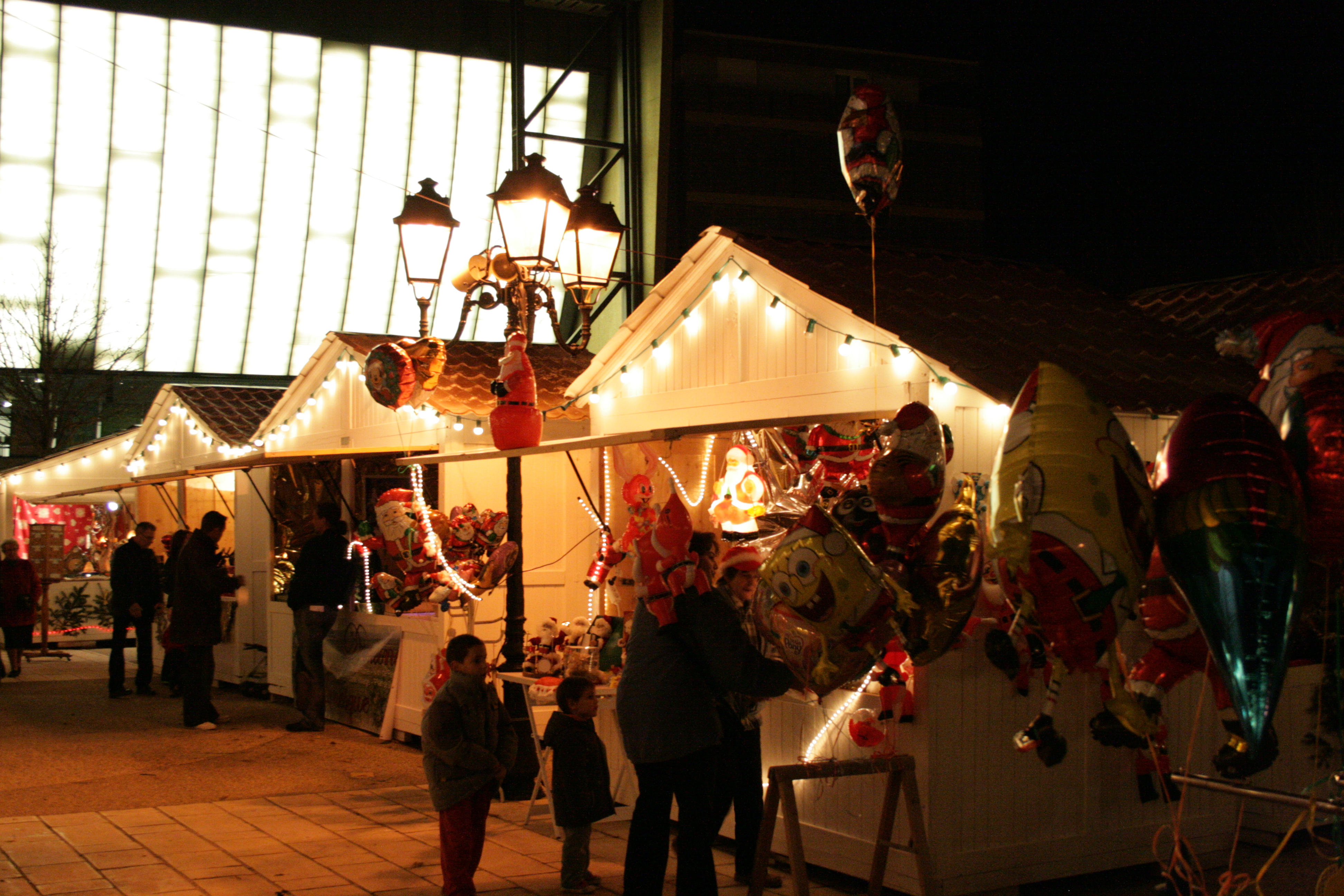
Mercatino di Natale.
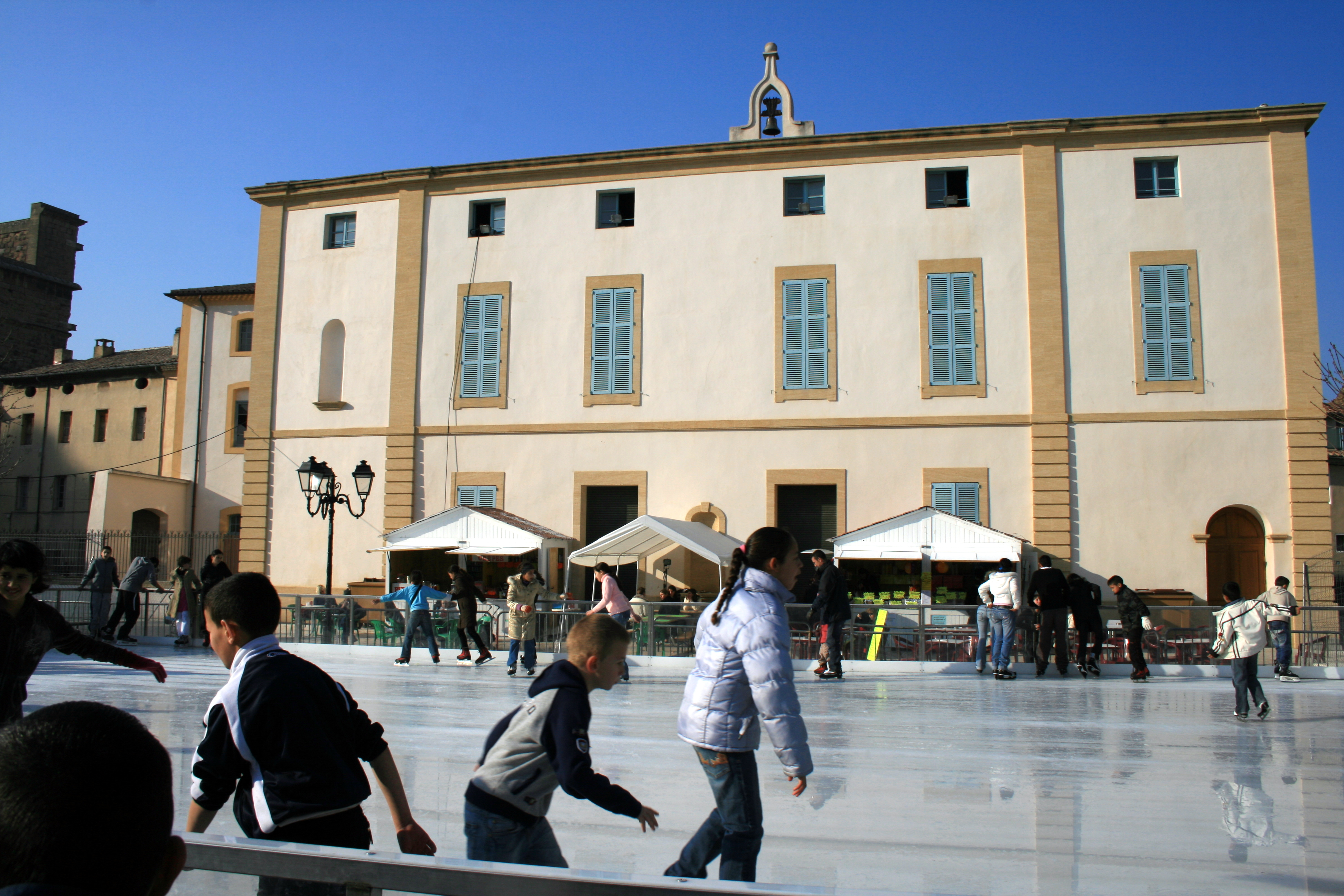
Pattinatoio allestito ogni inverno in piazza Verdi.